# Africký pohár národů 1998
Africký pohár národů 1998 bylo 21. mistrovství pořádané fotbalovou asociací CAF. Vítězem se stala Egyptská fotbalová reprezentace.

## Kvalifikace
Hlavní článek: Kvalifikace na Africký pohár národů 1998

## Základní skupiny

### Skupina A
| Tým          | B | Z | V | R | P | VG | IG | +/- |
| ------------ | - | - | - | - | - | -- | -- | --- |
| Kamerun      | 7 | 3 | 2 | 1 | 0 | 5  | 3  | +2  |
| Burkina Faso | 6 | 3 | 2 | 0 | 1 | 3  | 2  | +1  |
| Guinea       | 4 | 3 | 1 | 1 | 1 | 3  | 3  | 0   |
| Alžírsko     | 0 | 3 | 0 | 0 | 3 | 2  | 5  | -3  |

| 7. února 1998 16:00 |     |            |                                                                                 |
| Burkina Faso        | 0:1 | Kamerun    | Stade du 4-Août, Ouagadougou diváci: 30 000 rozhodčí: Gamal Al-Ghandour (Egypt) |
|                     |     | Tchami 20' | Stade du 4-Août, Ouagadougou diváci: 30 000 rozhodčí: Gamal Al-Ghandour (Egypt) |

| 8. února 1998 20:30 |     |            |                                                                                |
| Alžírsko            | 0:1 | Guinea     | Stade Municipal, Ouagadougou diváci: 3 000 rozhodčí: Lim Kee Chong (Mauritius) |
|                     |     | Oularé 19' | Stade Municipal, Ouagadougou diváci: 3 000 rozhodčí: Lim Kee Chong (Mauritius) |

| 11. února 1998 15:00 |     |                 |                                                                                 |
| Kamerun              | 2:2 | Guinea          | Stade Municipal, Ouagadougou diváci: 2 000 rozhodčí: Young-Joo Kim (Korea Rep.) |
| Tchami 9' Vomé 44'   |     | Oularé 46', 77' | Stade Municipal, Ouagadougou diváci: 2 000 rozhodčí: Young-Joo Kim (Korea Rep.) |

| 11. února 1998 20:00               |     |                 |                                                                                 |
| Burkina Faso                       | 2:1 | Alžírsko        | Stade du 4-Août, Ouagadougou diváci: 35 000 rozhodčí: Pierre Mounguegui (Gabon) |
| K. Ouédraogo 65' (pen.) Traoré 77' |     | Saïb 82' (pen.) | Stade du 4-Août, Ouagadougou diváci: 35 000 rozhodčí: Pierre Mounguegui (Gabon) |

| 15. února 1998 16:00 |     |        |                                                                          |
| Burkina Faso         | 1:0 | Guinea | Stade du 4-Août, Ouagadougou diváci: 40 000 rozhodčí: Omer Yengo (Congo) |
| Kambou 85'           |     |        | Stade du 4-Août, Ouagadougou diváci: 40 000 rozhodčí: Omer Yengo (Congo) |

| 15. února 1998 16:00 |     |           |                                                                             |
| Kamerun              | 2:1 | Alžírsko  | Stade Municipal, Ouagadougou diváci: 1 000 rozhodčí: Kine Tibebu (Ethiopia) |
| Job 47' Tchami 65'   |     | Rziri 40' | Stade Municipal, Ouagadougou diváci: 1 000 rozhodčí: Kine Tibebu (Ethiopia) |

### Skupina B
| Tým      | B | Z | V | R | P | VG | IG | +/- |
| -------- | - | - | - | - | - | -- | -- | --- |
| Tunisko  | 6 | 3 | 2 | 0 | 1 | 5  | 4  | +1  |
| DR Kongo | 6 | 3 | 2 | 0 | 1 | 4  | 3  | +1  |
| Ghana    | 3 | 3 | 1 | 0 | 2 | 3  | 3  | 0   |
| Togo     | 3 | 3 | 1 | 0 | 2 | 4  | 6  | -2  |

| 9. února 1998 16:00             |     |              |                                                                             |
| DR Kongo                        | 2:1 | Togo         | Stade Municipal, Ouagadougou diváci: 4 000 rozhodčí: Said Belqola (Morocco) |
| Tondelua 57' (pen.), 73' (pen.) |     | Tchangai 90' | Stade Municipal, Ouagadougou diváci: 4 000 rozhodčí: Said Belqola (Morocco) |

| 9. února 1998 20:30 |     |         |                                                                                 |
| Ghana               | 2:0 | Tunisko | Stade du 4-Août, Ouagadougou diváci: 12 000 rozhodčí: Ian McLeod (South Africa) |
| Nyarko 8' Gargo 90' |     |         | Stade du 4-Août, Ouagadougou diváci: 12 000 rozhodčí: Ian McLeod (South Africa) |

| 12. února 1998 16:00         |     |            |                                                                             |
| Tunisko                      | 2:1 | DR Kongo   | Stade Municipal, Ouagadougou diváci: 1 000 rozhodčí: Kine Tibebu (Ethiopia) |
| Ben Slimane 31' Tlemcani 76' |     | Kimoto 36' | Stade Municipal, Ouagadougou diváci: 1 000 rozhodčí: Kine Tibebu (Ethiopia) |

| 12. února 1998 20:30 |     |                    |                                                                         |
| Togo                 | 2:1 | Ghana              | Stade du 4-Août, Ouagadougou diváci: 3 000 rozhodčí: Omer Yengo (Congo) |
| Roté 26' Touré 90'   |     | Johnson 83' (pen.) | Stade du 4-Août, Ouagadougou diváci: 3 000 rozhodčí: Omer Yengo (Congo) |

| 16. února 1998 17:00 |     |       |                                                                                 |
| DR Kongo             | 1:0 | Ghana | Stade du 4-Août, Ouagadougou diváci: 3 000 rozhodčí: Young-Joo Kim (Korea Rep.) |
| Kisombe 77'          |     |       | Stade du 4-Août, Ouagadougou diváci: 3 000 rozhodčí: Young-Joo Kim (Korea Rep.) |

| 16. února 1998 17:00                  |     |                    |                                                                              |
| Tunisko                               | 3:1 | Togo               | Stade Municipal, Ouagadougou diváci: 800 rozhodčí: Pierre Mounguegui (Gabon) |
| Tlemcani 9' Ben Slimane 12' Gabsi 80' |     | Assignon 4' (pen.) | Stade Municipal, Ouagadougou diváci: 800 rozhodčí: Pierre Mounguegui (Gabon) |

### Skupina C
| Tým                   | B | Z | V | R | P | VG | IG | +/- |
| --------------------- | - | - | - | - | - | -- | -- | --- |
| Pobřeží slonoviny     | 7 | 3 | 2 | 1 | 0 | 10 | 6  | +4  |
| Jihoafrická republika | 5 | 3 | 1 | 2 | 0 | 5  | 2  | +3  |
| Angola                | 2 | 3 | 0 | 2 | 1 | 5  | 8  | -3  |
| Namibie               | 1 | 3 | 0 | 1 | 2 | 7  | 11 | -4  |

| 8. února 1998 15:00   |     |        |                                                                                     |
| Jihoafrická republika | 0:0 | Angola | Stade Omnisport, Bobo-Dioulasso diváci: 20 000 rozhodčí: Sidi Bekaye Magassa (Mali) |
|                       |     |        | Stade Omnisport, Bobo-Dioulasso diváci: 20 000 rozhodčí: Sidi Bekaye Magassa (Mali) |

| 8. února 1998 18:00                    |     |                               |                                                                                |
| Pobřeží slonoviny                      | 4:3 | Namibie                       | Stade Omnisport, Bobo-Dioulasso diváci: 20 000 rozhodčí: Karim Dahou (Algeria) |
| Tiéhi 2', 39' Bakayoko 34' Riabaté 83' |     | Shivute 46', 73' Mannetti 70' | Stade Omnisport, Bobo-Dioulasso diváci: 20 000 rozhodčí: Karim Dahou (Algeria) |

| 11. února 1998 17:15 |     |                       |                                                                                   |
| Pobřeží slonoviny    | 1:1 | Jihoafrická republika | Stade Omnisport, Bobo-Dioulasso diváci: 10 000 rozhodčí: Charles Masembe (Uganda) |
| Ouattra 88'          |     | Mkhalele 8' (pen.)    | Stade Omnisport, Bobo-Dioulasso diváci: 10 000 rozhodčí: Charles Masembe (Uganda) |

| 12. února 1998 18:15                                  |     |                              |                                                                               |
| Angola                                                | 3:3 | Namibie                      | Stade Omnisport, Bobo-Dioulasso diváci: 2 000 rozhodčí: Falla Ndoye (Senegal) |
| Lanzaro 46' Paulo Silva 67' (pen.) Miguel Pereira 86' |     | Uri Khob 20', 51' Nauseb 33' | Stade Omnisport, Bobo-Dioulasso diváci: 2 000 rozhodčí: Falla Ndoye (Senegal) |

| 16. února 1998 20:00                            |     |                               |                                                                                |
| Pobřeží slonoviny                               | 5:2 | Angola                        | Stade Municipal, Ouagadougou diváci: 4 000 rozhodčí: Mamadouba Camara (Guinea) |
| Guel 8', 23' Tiéhi 43', 81' (pen.) Bakayoko 56' |     | Paulo Silva 27' Quinzinho 52' | Stade Municipal, Ouagadougou diváci: 4 000 rozhodčí: Mamadouba Camara (Guinea) |

| 16. února 1998 20:00       |     |            |                                                                               |
| Jihoafrická republika      | 4:1 | Namibie    | Stade Omnisport, Bobo-Dioulasso diváci: 9 500 rozhodčí: Karim Dahou (Algeria) |
| McCarthy 8', 11', 19', 21' |     | Uutoni 68' | Stade Omnisport, Bobo-Dioulasso diváci: 9 500 rozhodčí: Karim Dahou (Algeria) |

### Skupina D
| Tým      | B | Z | V | R | P | VG | IG | +/- |
| -------- | - | - | - | - | - | -- | -- | --- |
| Maroko   | 7 | 3 | 2 | 1 | 0 | 5  | 1  | +4  |
| Egypt    | 6 | 3 | 2 | 0 | 1 | 6  | 1  | +5  |
| Zambie   | 4 | 3 | 1 | 1 | 1 | 4  | 6  | -2  |
| Mosambik | 0 | 3 | 0 | 0 | 3 | 1  | 8  | -7  |

| 9. února 1998 18:15 |     |              |                                                                                              |
| Maroko              | 1:1 | Zambie       | Stade Omnisport, Bobo-Dioulasso diváci: 10 000 rozhodčí: Abdul Rahman Al-Zeid (Saudi Arabia) |
| Bahja 37'           |     | Chilumba 87' | Stade Omnisport, Bobo-Dioulasso diváci: 10 000 rozhodčí: Abdul Rahman Al-Zeid (Saudi Arabia) |

| 10. února 1998 18:00 |     |          |                                                                                    |
| Egypt                | 2:0 | Mosambik | Stade Omnisport, Bobo-Dioulasso diváci: 20 000 rozhodčí: Mamadouba Camara (Guinea) |
| H. Hassan 14', 44'   |     |          | Stade Omnisport, Bobo-Dioulasso diváci: 20 000 rozhodčí: Mamadouba Camara (Guinea) |

| 13. února 1998 17:00               |     |        |                                                                                      |
| Egypt                              | 4:0 | Zambie | Stade Omnisport, Bobo-Dioulasso diváci: 5 000 rozhodčí: Kim Milton Nielsen (Renmark) |
| H. Hassan 34', 57', 71' Radwan 80' |     |        | Stade Omnisport, Bobo-Dioulasso diváci: 5 000 rozhodčí: Kim Milton Nielsen (Renmark) |

| 13. února 1998 20:00                  |     |          |                                                                                    |
| Maroko                                | 3:0 | Mosambik | Stade Omnisport, Bobo-Dioulasso diváci: 3 000 rozhodčí: Lucien Bouchardeau (Niger) |
| Chiba 39' El Khattabi 40' Fertout 82' |     |          | Stade Omnisport, Bobo-Dioulasso diváci: 3 000 rozhodčí: Lucien Bouchardeau (Niger) |

| 17. února 1998 16:00             |     |             |                                                                               |
| Zambie                           | 3:1 | Mosambik    | Stade Omnisport, Bobo-Dioulasso diváci: 3 000 rozhodčí: Falla Ndoye (Senegal) |
| Kilambe 16' Bwalya 43' Tembo 73' |     | Avelino 57' | Stade Omnisport, Bobo-Dioulasso diváci: 3 000 rozhodčí: Falla Ndoye (Senegal) |

| 17. února 1998 16:00 |     |       |                                                                                 |
| Maroko               | 1:0 | Egypt | Stade Municipal, Ouagadougou diváci: 500 rozhodčí: Kim Milton Nielsen (Renmark) |
| Hadji 90'            |     |       | Stade Municipal, Ouagadougou diváci: 500 rozhodčí: Kim Milton Nielsen (Renmark) |

## Play off

### Čtvrtfinále
| 20. února 1998 16:00 |     |              |                                                                                             |
| Kamerun              | 0:1 | DR Kongo     | Stade Omnisport, Bobo-Dioulasso diváci: 5 000 rozhodčí: Abdul Rahman Al-Zeid (Saudi Arabia) |
|                      |     | Tondelua 30' | Stade Omnisport, Bobo-Dioulasso diváci: 5 000 rozhodčí: Abdul Rahman Al-Zeid (Saudi Arabia) |

| 21. února 1998 17:00 |              |                         |                                                                                 |
| Tunisko              | 1:1 (prodl.) | Burkina Faso            | Stade du 4-Août, Ouagadougou diváci: 35 000 rozhodčí: Lim Kee Chong (Mauritius) |
| Gabsi 89'            |              | K. Ouédraogo 45' (pen.) | Stade du 4-Août, Ouagadougou diváci: 35 000 rozhodčí: Lim Kee Chong (Mauritius) |

|                                                                           |     | Penaltový rozstřel                                                                        |  |
| Rouissi Badra Bouazizi Chihi Jelassi Beya Gabsi Godhbane Hicheri Trabelsi | 7:8 | S. Traoré F. Sanou Nana Tallé A. Ouédraogo Zongo B. Traoré Riabaté Piade Gnonka Coulibaly |  |

| 21. února 1998 20:00 |              |       |                                                                                 |
| Pobřeží slonoviny    | 0:0 (prodl.) | Egypt | Stade Municipal, Ouagadougou diváci: 20 000 rozhodčí: Ian McLeod (South Africa) |
|                      |              |       | Stade Municipal, Ouagadougou diváci: 20 000 rozhodčí: Ian McLeod (South Africa) |

|                                          |     | Penaltový rozstřel                |  |
| Romoraud Guel Riomandé Bakayoko Ouattara | 4:5 | Ramzy Radwan Kamouna Mostafa Imam |  |

| 22. února 1998 16:00 |     |                         |                                                                                 |
| Maroko               | 1:2 | Jihoafrická republika   | Stade Municipal, Ouagadougou diváci: 2 000 rozhodčí: Lucien Bouchardeau (Niger) |
| Chiba 36'            |     | McCarthy 22' Nyathi 79' | Stade Municipal, Ouagadougou diváci: 2 000 rozhodčí: Lucien Bouchardeau (Niger) |

### Semifinále
| 25. února 1998 16:00 |              |                       |                                                                               |
| DR Kongo             | 1:2 (prodl.) | Jihoafrická republika | Stade du 4-Août, Ouagadougou diváci: 4 000 rozhodčí: Charles Masembe (Uganda) |
| Bembuana-Keve 48'    |              | McCarthy 60', 112'    | Stade du 4-Août, Ouagadougou diváci: 4 000 rozhodčí: Charles Masembe (Uganda) |

| 25. února 1998 20:00 |     |                    |                                                                                       |
| Burkina Faso         | 0:2 | Egypt              | Stade Omnisport, Bobo-Dioulasso diváci: 40 000 rozhodčí: Kim Milton Nielsen (Renmark) |
|                      |     | H. Hassan 40', 71' | Stade Omnisport, Bobo-Dioulasso diváci: 40 000 rozhodčí: Kim Milton Nielsen (Renmark) |

### O 3. místo
| 27. února 1998 16:00                       |              |                                               |                                                                                 |
| DR Kongo                                   | 4:4 (prodl.) | Burkina Faso                                  | Stade Municipal, Ouagadougou diváci: 25 000 rozhodčí: Gamal Al-Ghandour (Egypt) |
| Mungongo 76', 89' Kasongo 86' Tondelua 88' |              | A. Ouédraogo 6' Barro 52' Napon 56' Tallé 86' | Stade Municipal, Ouagadougou diváci: 25 000 rozhodčí: Gamal Al-Ghandour (Egypt) |

|                              |     | Penaltový rozstřel         |  |
| Simba Mamale Kisombe Selenge | 4:1 | S. Traoré F. Sanou Riabaté |  |

### Finále
| 28. února 1998 16:00  |     |                          |                                                                              |
| Jihoafrická republika | 0:2 | Egypt                    | Stade du 4-Août, Ouagadougou diváci: 40 000 rozhodčí: Said Belqola (Morocco) |
|                       |     | A. Hassan 5' Mostafa 13' | Stade du 4-Août, Ouagadougou diváci: 40 000 rozhodčí: Said Belqola (Morocco) |